# Bruce Haynes
Bruce Haynes (* 14. April 1942 in Louisville; † 17. Mai 2011 in Montreal) war ein US-amerikanischer/kanadischer Oboist, Blockflötist und Musikwissenschaftler.

## Leben
Haynes begann schon im frühen Alter mit dem Spiel der Blockflöte und Oboe. Sein Vater spielte ebenfalls diese Instrumente. Nach dem Studium der modernen Oboe setzte er seine Ausbildung in den Niederlanden bei Frans Brüggen und Gustav Leonhardt am Konservatorium in den Haag fort. Er wurde an der Universität Montreal zum Ph.D. in Musikwissenschaft promoviert. Thema seiner Dissertation waren die historischen Stimmtonhöhen.
Haynes begann seine Laufbahn als Interpret auf der modernen Oboe 1960 als Orchesterspieler in San Francisco. 1964 erweiterte er sein instrumentales Spektrum mit dem Spiel der Barockoboe. Er trat in der Folge mit Frans Brüggen, Gustav Leonhard und Sigiswald Kuijken auf.
Haynes erlernte bei Friedrich von Huene in Boston das Anfertigen von barocken Holzblasinstrumenten, 1969 eröffnete er seine eigene Werkstatt in Kalifornien.
Als Nachfolger von Frans Brüggen lehrte er bis 1980 am Koninklijk Conservatorium Den Haag. Als Associate Professor lehrte er an der Universität Montreal und an der McGill University in Montreal.

## Schriften (Auswahl)
- Pitch Standards in the Baroque and Classical Periods. Dissertation University of Montreal 1995.
- A History of Performing Pitch: The Story of A. Scarecrow Press 2002.
- The Eloquent Oboe: A History of the Hautboy from 1640 to 1760. Oxford University Press 2001.
- mit Geoffrey Burgess: The Oboe. Yale University Press 2004.